# 金色便便

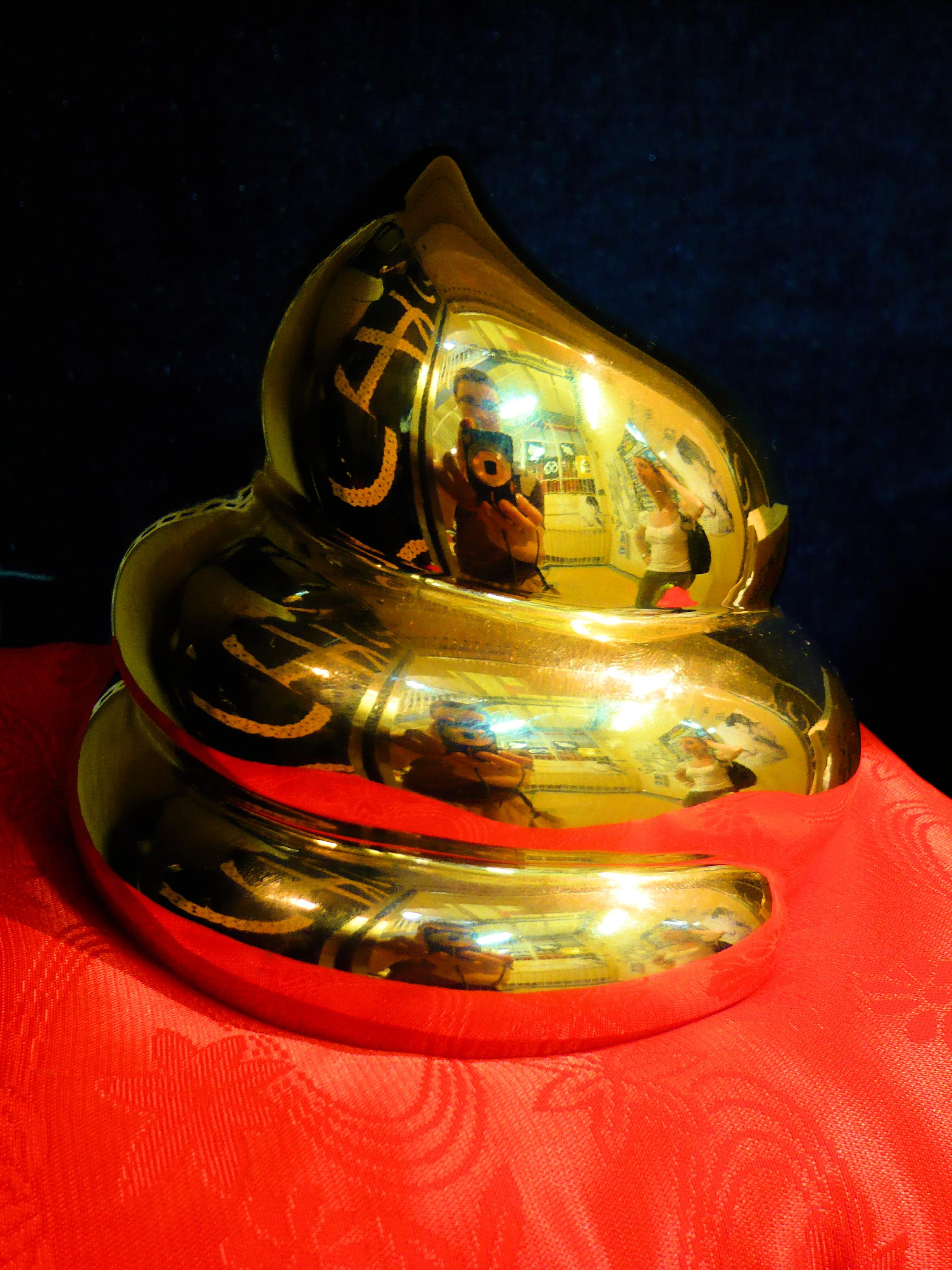
金色便便

金色便便（日语： kin no unko）是一种文化现象，在日语中有“幸运”（／ kōun）和粪便（ unko）双关的意思，代表着好运。2006年，金色便便形状的手机吊饰已售出270万件。超爽大厅上的金色火焰也因为形状酷似粪便而被网友戏称为金色便便。

## 流行文化
2017年电子游戏《塞尔达传说 旷野之息》中有一个名为Hestu的礼物，形状与金色便便类似。